# Годой, Лаура
Лаура Беатрис Годой Калье (исп. Laura Beatriz Godoy Calle; род. 6 июля 1988) — гватемальская модель, победительница конкурсов красоты Мисс Гватемала 2011, представляла свою страну на конкурсе Мисс Вселенная 2012.

## Юность
Годой родилась 6 июля 1988. Она играла в национальной команде по волейболу.

## Мисс Гватемала 2012
Годой победила в конкурсе Мисс Вселенная Гватемала 2012 и получила корону от предыдущей победительницы Алехандры Бариллас (Мисс Вселенная Гватемала 2011) в «Convention Center Light», Гватемала-сити 25 ноября, 2011. Годой сказала, что как королева красоты, она чувствует себя послом свой страны. Она также заявила, что чувствует большую мотивацию двигаться вперёд и участвовать в конкурсе Мисс Вселенная, потому что она представляет Гватемалу вместо того, чтобы просто представлять только себя.

## Мисс Вселенная 2012
Лаура Годой участвовала в 61-м конкурсе Мисс Вселенная. Она выиграла титул «Miss Congeniality Universe». Она стала первой гватемалкой, выигравшей эту награду.

## Личная жизнь
В 2013 году она дала интервью, в котором сказала что карьера модели — это то, чем бы она хотела заняться, но она знала, чем это в итоге закончится. Она сказала, что собирается бросить карьеру в модельном бизнесе, поскольку она нашла работу в области диетического питания. Она также получила образование в этой области. В 2012 году она сказала, что её мечтой было создать образовательный центр по вопросам диетического питания.